# 吕宋天胡荽
吕宋天胡荽（学名：Hydrocotyle benguetensis），又名菲岛天胡荽，为伞形科天胡荽属下的一种一年生或多年生草本植物，原被视为天胡荽的异名，产于菲律宾，也見於台灣、朝鲜、日本。

## 扩展阅读
- 維基物種上的相關：吕宋天胡荽